# 베니토 페레스 갈도스
베니토 페레스 갈도스(스페인어: Benito Pérez Galdós, 1843년~1920년)는 스페인의 소설가이다.

## 생애
극작가로서 출발했으나 성공하지 못하고 소설로 전향하여 스페인 근대 문학의 거인(巨人)이라고 불리기에 이르렀다. 유명한 문학자 가운데서도 가장 풍부한 창작력에 뛰어난 다작가(多作家)로 알려져 있다.
갈도스는 지금은 사라진 스페인의 1,000 페세타(peseta) 지폐의 인물로 등장할 정도로 세르반테스 다음가는 스페인의 대표적인 소설가다. 그러나 좌익 사상적 편향성으로 인해 노벨 문학상을 받지 못했다는 평가를 받기도 했다. 19세기 스페인 사실주의를 대표하는 이 소설가는 너무나 소심한 성격 탓에 말수가 적었고 대중 앞에서 잘 말하지도 못했다. 하지만 뛰어난 기억력을 갖고 있어 《돈 키호테》의 중요한 부분을 줄줄 외웠으며, 오래전에 본 장면도 정확하게 기억했다고 한다. 이러한 관찰력 덕분에 어쩌면 19세기 스페인의 대표적인 사실주의 소설가로서 자리매김할 수 있었을 것이다.
갈도스의 역작으로 꼽을 수 있는 것은 1873년부터 1907년까지 다섯 번의 시리즈로 나눠 출판한 역사 대하소설인 《국민 일화집(Episodios nacionales)》이다. 이 작품은 모두 46권으로 이루어져 있다. 19세기의 역사에서 소재를 얻은 규모가 큰 소설로 그 중에 있는 《트라팔가르》(1873), 《헤로나》는 걸작이다. 역사상의 사건이 객관적인 필치로 묘사되어 전투나 폭동의 장면도 생생하다.
역사소설 이외에 ‘현대’를 취급한 사회소설도 썼는데 종교적 편집(偏執)과 교권주의에 맞서는 《도냐 페르펙타》(1876)나 《글로리아》(1887)가 그것이다. 《포르투나타와 하신타》(1887)는 불행한 결혼을 한 두 여자를 사회적인 눈으로 관찰한 장편으로 원숙기의 사실소설의 역작이라고 할 수 있다. 종교상의 개종(改宗)을 테마로 한 《안헤르 게라》(1891)는 갈도스의 톨스토이적인 일면을 엿보이게 한 장편이며, 갈도스는 19세기의 사실주의을 힘찬 필치로 20세기까지 가져온 최대의 작가였다.

## 포르투나타와 하신타
《포르투나타와 하신타》는 모두 네 편으로 이루어진 소설이다. 이야기는 주인공 포르투나타가 어린 시절 살았던 카바 데 산 미겔에 대한 묘사와 후아니토가 포르투나타를 처음 만나는 장면으로 이뤄진 1편으로 시작해 예비 약사 막시밀리아노 루빈과 포르투나타의 결혼에 얽힌 이야기를 그린 2편, 헤어진 후아니토가 나타나 포르투나타와 만났다가 다시 그녀를 버리는 3편, 포르투나타와 막시밀리아노 루빈의 비극적 죽음을 다룬 4편에까지 이른다.
독자는 이 책의 가장 첫 부분에서 사실주의 소설의 가장 대표적인 특징인 세밀한 묘사를 볼 수 있을 것이다. “바르바리타 아르나이스는 산 크리스토발 거리 모퉁이에 이어져 있는 포스타스 거리에 즐비한 작은 상자나 인형 집처럼 생긴 짓눌린 건물 중의 한 곳에서 태어났다. 천장들은 손이 닿을 만큼 낮았다. 양손을 가지런히 모아서 올라가야 할 정도로 좁은 계단들과 범죄 모의를 위해 마련한 듯한 방들이 있었다.”이러한 묘사는 단순히 공간 묘사에 그치는 것이 아니라 등장인물의 내면 심리와 대화, 행동 모두를 아우르고 있다. 독자는 흡사 이야기가 눈앞에 펼쳐지는 듯한 느낌으로 책을 읽게 될 것이다.
이 작품은 포르투나타와 하신타라는 여자들의 개인적인 이야기라기보다는 각 인물이 당시의 사회 계층을 상징한다고 볼 수 있다. 포르투나타는 서민 계층을, 그리고 하신타는 부르주아 계층을 대표한다. 1868년 스페인은 온건 부르주아 혁명을 통해 이사벨 2세를 폐위하고 입헌군주국에서 공화국으로 바뀌게 된다. 하지만 이 혁명의 한계는 주도세력을 밀어줄 수 있는 광범위한 지지 기반이 없었던 위로부터의 혁명이었다는 점이다. 갈도스는 68혁명에 대한 환멸을 이 소설을 통해 상징적으로 보여주고 있다. 혁명의 주도 세력이었던 후아니토로 대표되는 온건 부르주아 계층은 이 혁명의 튼튼한 버팀목이 될 수 있는 포르투나타로 대표되는 서민 혹은 민중 계층과 함께하지 못하고 결별했기 때문에 이 혁명은 결국 성공을 거두지 못했다는 상징적인 의미를 갖는다.

## 같이 보기
- 《국민 일화집(Episodios nacionales)》

## 참고 자료
- 박효영 역, 2009년, 지만지, ISBN 978-89-6228-261-0